# 대한잠사회
대한잠사회는 양잠, 상묘, 잠종, 제사업 등 잠사업 종사회원에 대한 지원지도, 기술보급 및 개발, 홍보, 조사연구와 잠사관련 민간행사주관 및 대정부 위임사업 수행 등을 통해 회원의 복리증진과 잠사업의 진흥발전에 기여함을 목적으로 1946년 7월 12일 설립된 사단법인이다.

## 주요 사업
- 잠사업의 기술보급, 경영지도, 지원 등 잠사업진흥을 도모하는 사업
- 잠업사업자금의 관리 등 정부가 위촉하는 사업
- 누에인공사료의 생산공급 및 기술교육사업
- 잠사지의 발행과 잠사업에 관한 홍보 및 통계조사자료 등의 발간 보급사업
- 잠사업에 관한 국제교류협력 및 잠사류의 수출입관련 사업
- 잠사업 운영상 필요한 각종알선 및 판매사업
- 잠사산물의 생산 및 구매, 가공, 판매, 유통 등에 관한 사업
- 잠사문화 보존 및 잠사박물관 운영사업과 관광농원, 체험학습시설 설치사업